# Віндек
Віндек (нім. Windeck) — громада в Німеччині, знаходиться в землі Північний Рейн-Вестфалія. Підпорядковується адміністративному округу Кельн. Входить до складу району Райн-Зіг.
Площа — 107,26 км2. Населення становить 18 869 ос. (станом на 31 грудня 2020).